# Thundermans: ¡Desterrados!
"Thundermans: ¡desterrados!" es un especial de una hora de la cuarta temporada de la serie infantil The Thundermans transmitido por la cadena de televisión Nickelodeon. Este especial fue estrenado el 19 de noviembre de 2016. También fue estrenada el 31 de mayo de 2017 en Latinoamérica.
El primer tráiler oficial del especial salió al aire el 11 de noviembre de 2016, durante el estreno de la tercera temporada de Henry Danger. El segundo tráiler salió el 24 de septiembre de 2016, igualmente durante un nuevo episodio de Henry Danger.
Este episodio cuenta oficialmente como inicio de la cuarta temporada del show, siendo este el episodio más visto de la cuarta temporada.

## Sinopsis
Phoebe descubre que puede entrar a la Fuerza-Z, pero cuando Max le hace creer a sus padres que el también puede entrar se vuelve una lucha por acudir al peligro y salvar personas. Más tarde en SplattBurger, Phoebe y Max causan extragos al tratar de arreglar uno de los tubos y la presidenta de super héroes decide desterrarlos y enviarlos a la Antártida ya que el ser descubiertos causó mucho descontrol y su casa pasa a ser de otra familia de super héroes junto a su hija Candy Falconman. En la Antártida los Thundermans se turnan para patrullar el área, pero cuando Max lográ conectarse a internet, recibe una llamada de Dr. Colosso diciendo que Candy  quiere convertir a todos en sus mejores amigos. Max finalmente convence a Phoebe de ir a detener a Candy, con la ayuda de Chloe regresan a su antigua casa, pero se encuentran con una fiesta en la cual están todos los amigos de Max y Phoebe. Cuando Max y Phoebe hablan con sus amigos ellos dicen "Candy  Falconman es mi mejor amiga", entonces se dan cuenta de que están hipnotizados, de pronto aparece Candy  por detrás y desmaya a Max y Phoebe con polvo de caramelos y los mete en algodón de azúcar , por otro lado, Nora y Billy intentan hacer que Chloe se siente como en hyddenville  y hacen su mayor esfuerzo, pero fracasan y Chloe les dice a sus padres que quiere volver al igual que Max y Phoebe.
Más tarde el Dr. colosso les dice a Max y Phoebe que los ayudará a detener a Candy y los libera. Pero Candi les ordena a sus nuevos amigos que ataquen a Max y Phoebe, pero ellos les dicen que Candy solo puede tener solo un mejor amigos y entonces hacen que se pelen entre ellos. Más tarde en el techo Phoebe y Max intentan detener a Candy, pero se les hace imposible por los agujeros que hizo Hank cuando sale volando. Finalmente Candy atrapa a Max y Phoebe, pero ellos convinan sus alientos para impedir que Candy domine el mundo y finalmente logran que sus amigos queden fuera de la hipnosis. Más tarde Max y Phoebe dicen que la fiesta terminó  para poder regresar a la Antártida con su familia, pero llegan sus padres y también la super presidenta mola mogollon , que luego les quita sus poderes frente a todo el vecindario, pero cuando los Thundermans regresan a su casa descubren que aún tienen sus poderes, la super presidente les explica que fingió quitarles poderes para que piensen que ya no son super héroes y todo vuelva a ser como antes.
Al final del episodio, Max y phoebe reciben la llamada de la Fuerza-Z diciendo que son candidatos para entrar en la fuerza-Z ¡Como equipo!

## Elenco

### Personajes principales
- Kira Kosarin como Phoebe Thunderman
- Jack Griffo como Max Thunderman
- Addison Riecke como Nora Thunderman
- Diego Velazquez como Billy Thunderman
- Chris Tallman como Hank Thunderman
- Rosa Blasi como Barb Thunderman
- Dana Snyder como Dr. Colosso (voice)
- Maya le Clark como Chloe Thunderman

### Personajes recurrentes
- Audrey Whitby como Cherry
- Ryan Newman como Allison
- Jeff Meacham como Principal Bradford
- Barrett Carnahan como Link Evilman
- Tanner Stine como Oyster
- Helen Hong como Sra. Wong
- Gabrielle Elyse como Maddy
- Camille Hyde como Roxy
- Daniele Gaither como Presidenta Pateaduro
- Jamieson Pierce como Dark Mayhem (voz)
- Omid Zader como Dark Mayhem
- Parisa Fakhri como Lady Web

### Estrellas invitadas
- JoJo Siwa como Fan de Nora
- Jada Facer como Candi Falconman

## Recepción
Gracias a muchas promociones en televisión, YouTube y en medios sociales, este especial logró un alto índice de audiencia, con un total de 2.43 millones de espectadores, siendo este, el episodio más visto de la serie en casi 2 años, sólo detrás del estreno de la temporada, el pasado 27 de junio de 2015, con un total de 2.42 millones de espectadores. El especial tuvo un índice en adultos entre 18 a 41 años de edad, de 410,000 espectadores, siendo este el programa #15 más visto en televisión en ese día y el programa infantil #1 en la semana.
El 15 de octubre de 2016, Nickelodeon mostró un final alternativo de 2 minutos, y en esta repetición, se logró reunir a 1.76 millones de espectadores.